# Сороки (Чортківський район)

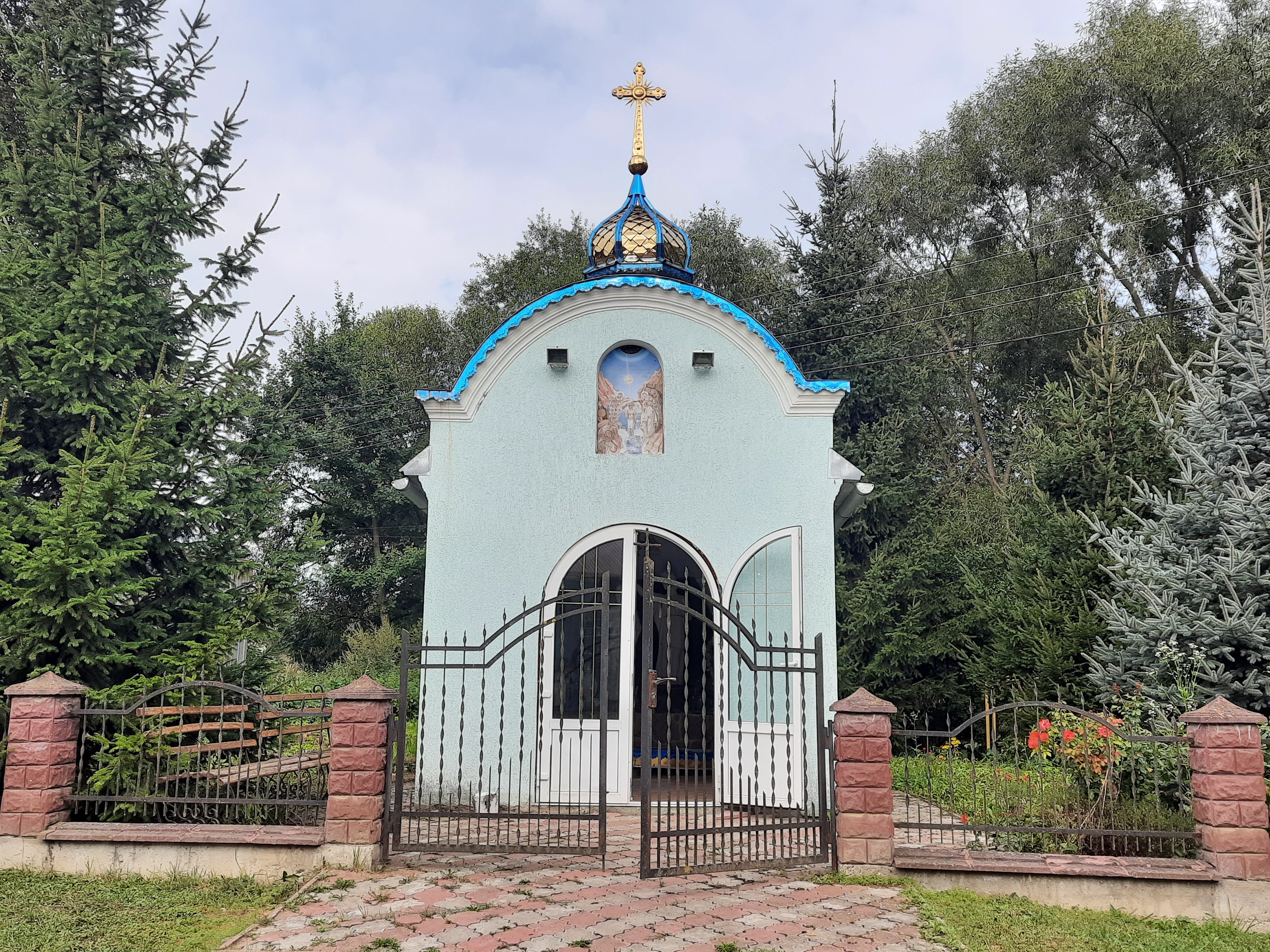
Капличка

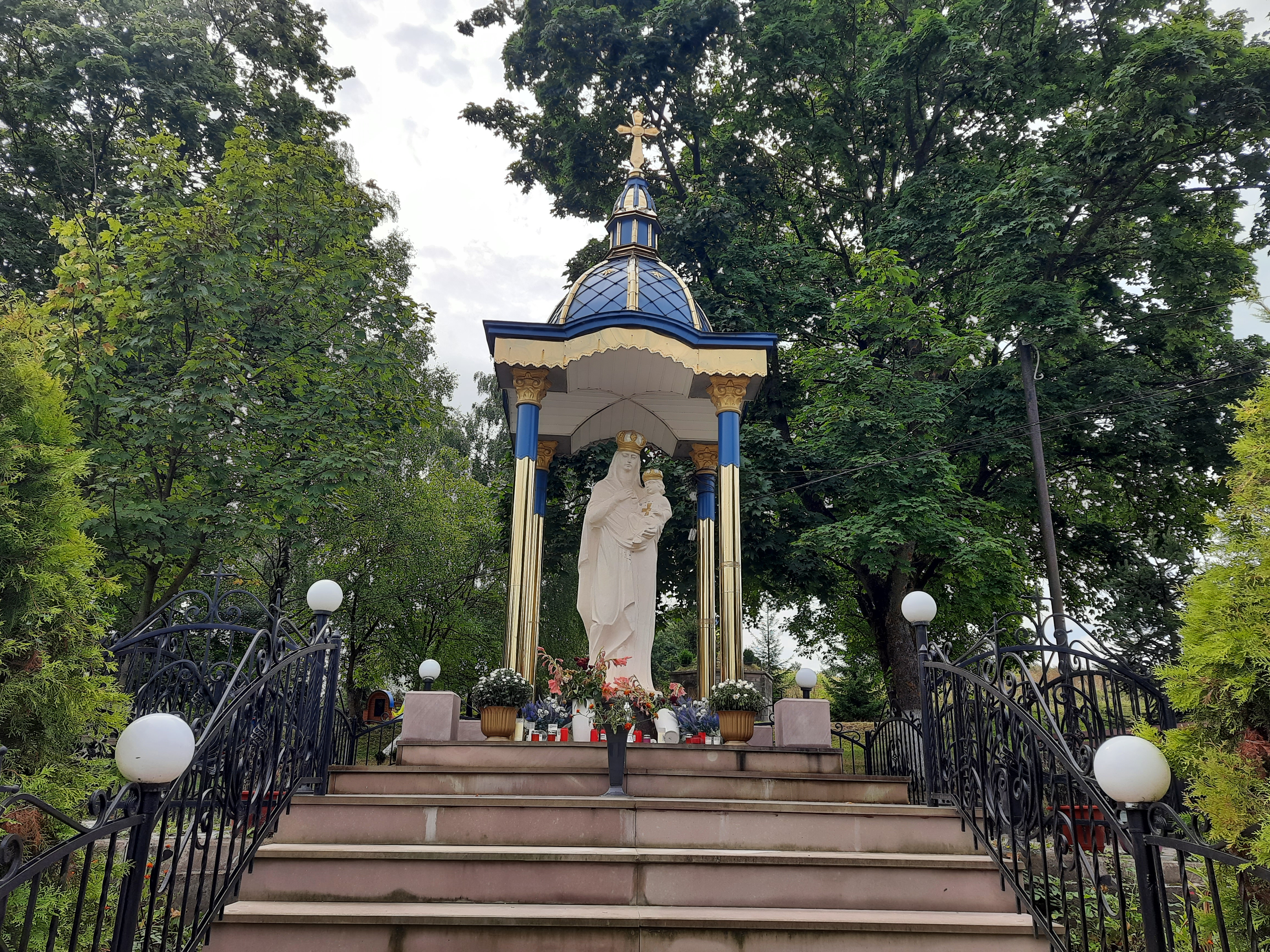
Статуя Божої Матері

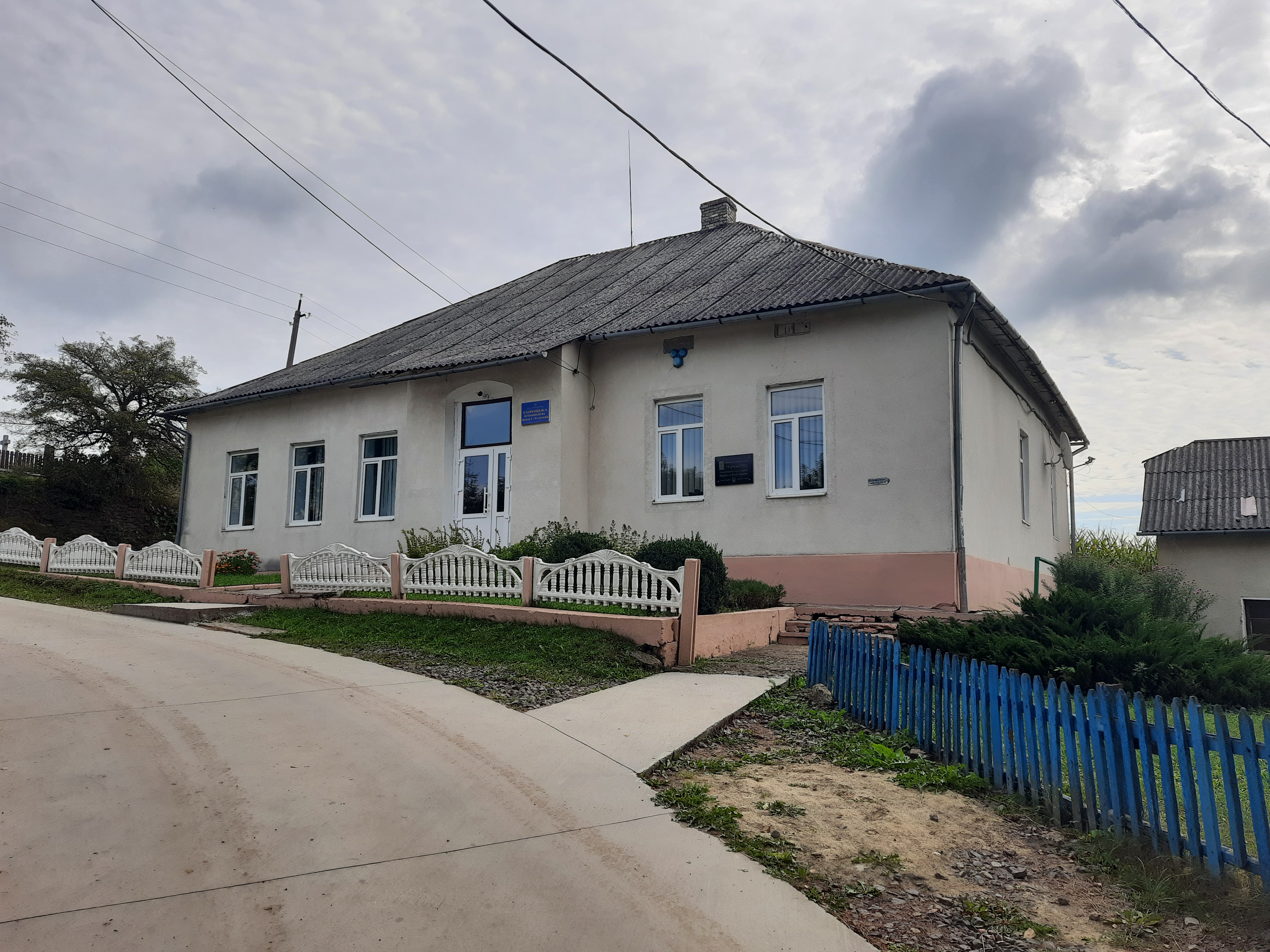
Школа

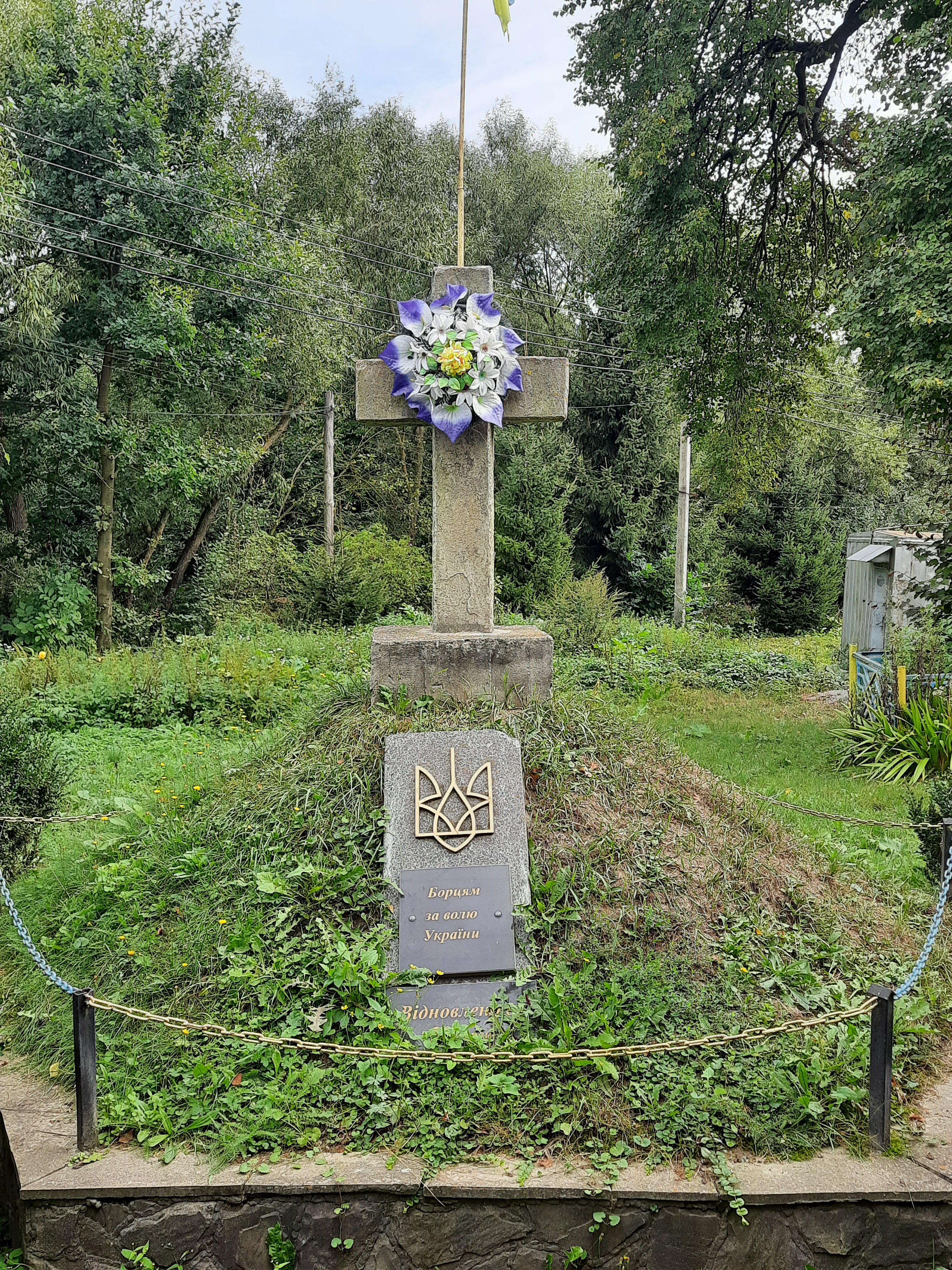
Символічна могила Борцям за волю України

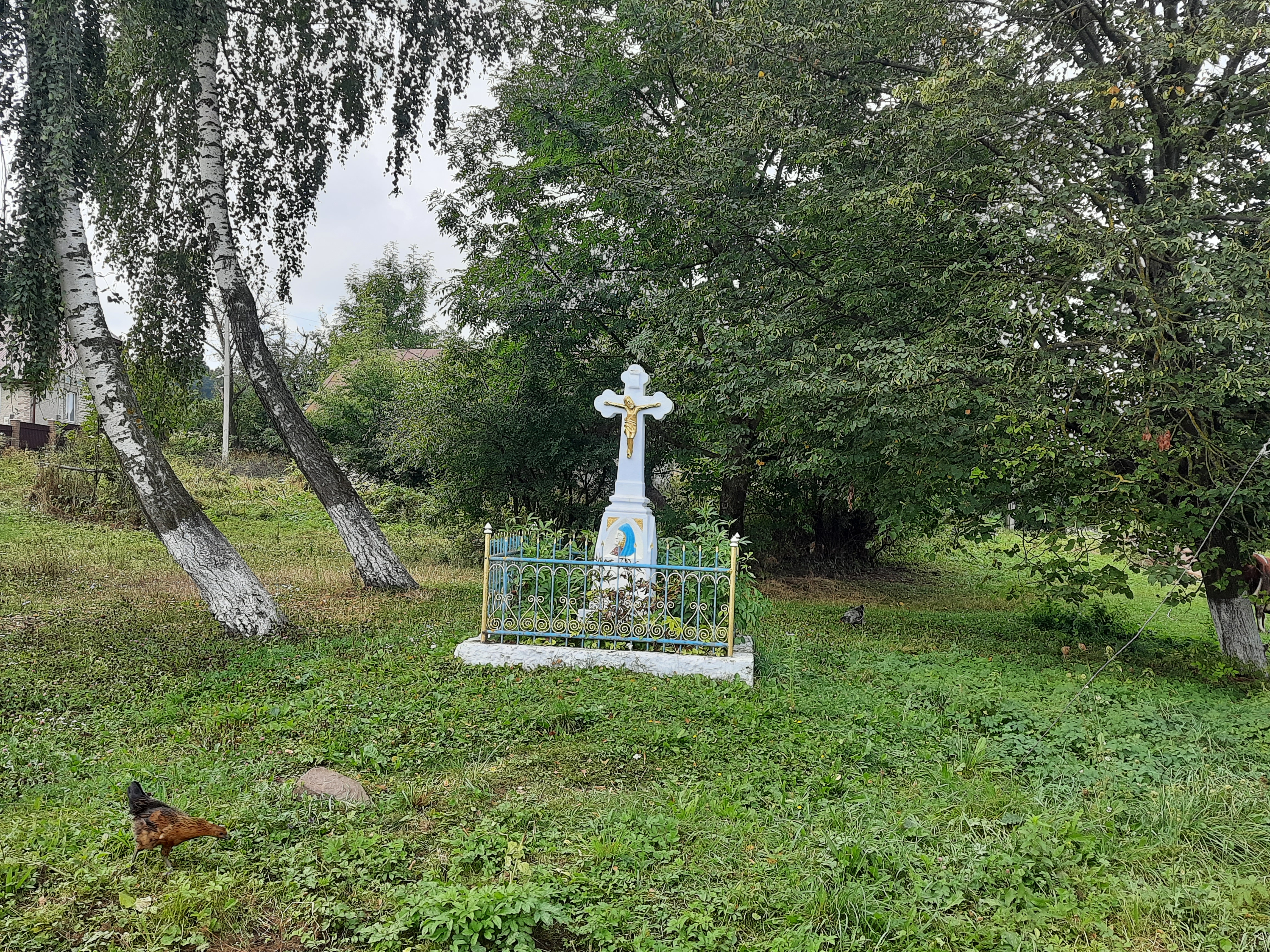
Пам'ятний хрест

Сороки́ — село в Україні,у Бучацькій міській громаді Чортківського району Тернопільської області. Розташоване на річці Стрипа, в центрі району. Центр колишньої сільради. 1921—1939 роки поблизу Сорік (Сороків) був хутір Кольонія. Голова сільської ради Роговський Михайло. Населення — 1285 осіб (2007 р.).

## Історія
Перша відома писемна згадка — 1457 р.
Єжи Войцех Бучацький-Творовський у 1611 р. продав різні маєтності Гольському, так власником чи посідачем села став Станіслав Ґольський, який набув маєтність від представника роду Бучацьких-Творовських гербу Пилява.
Власником маєтку в селі був дідич Бучача граф, ксьондз-канонік Каєтан Потоцький, який перед своє смертю в заповіті записав його братові, ксьондзові-канонік  Павелові.
Діяли філії українських товариств «Просвіта», «Січ», «Сокіл», «Луг», «Рідна школа» та інші, кооператива.
12 червня 2020 року, відповідно до розпорядження Кабінету Міністрів України № 724-р «Про визначення адміністративних центрів та затвердження територій територіальних громад Тернопільської області» увійшло до складу Бучацької міської громади.
19 липня 2020 року, в результаті адміністративно-територіальної реформи та ліквідації Бучацького району, увійшло до складу новоутвореного Чортківського району.
З 11 грудня 2020 р. належить до Бучацької міської громади.

## Політика

### Парламентські вибори, 2019
На позачергових парламентських виборах 2019 року у селі функціонувала окрема виборча дільниця № 610190, розташована у приміщенні клубу.
Результати
- зареєстровано 914 виборців, явка 55,47%, найбільше голосів віддано за «Слугу народу» — 35,25%, за Всеукраїнське об'єднання «Батьківщина» — 30,89%, за «Європейську Солідарність» — 9,11%.[8] В одномандатному окрузі найбільше голосів отримав Микола Люшняк (самовисування) — 31,36%, за Ігоря Сопеля (Слуга народу) — 19,72%, за Романа Василіцького (Об'єднання «Самопоміч») — 17,75%[9].

## Соціальна сфера
У селі функціонують:
- дошкільний навчальний заклад "Ластівочка",
- ЗОШ 1-2 ступенів,
- сільський клуб,
- бібліотека,
- ФАП,
- відділення зв'язку,
- 2 торгових заклади.

## Пам'ятки

### Втрачені
- Носковський Зенон ініціював встановлення пам'ятного дерев'яного хреста Адамові Коцку в селі.[10]

### Наявні
- церква святої Параскеви Терновської (1887 р., реконструйована 2000 р.)
- капличка
- символічна могила Борцям за волю України (1991 р.)
- символічна могила на місці загибелі вояка УПА П. Худика
- пам'ятник воїнам-односельцям[d], полеглим у німецько-радянській війні (1980 р.)
- липи, посаджені на честь скасування панщини в Австрійській імперії 1848 р.

## Відомі люди

### Народилися
- громадський діяч, дириґент Василь Василик[11]
- військовик учасник національно-визвольних змагань Євген Носковський
- вчений-економіст, соціолог, історик Михайло Василик[12]
- вчений-фінансист Остап Василик[13]
- громадський діяч, меценат Дмитро Василик-Васильченко[14]
- громадський діяч у США Михайло Витягловський[15]
- скульптор Михайло Витягловський[16]
- лікар, спортовець, громадський діяч Носковський Роман Володиславович[17]
- лікар, громадська діячка Галина Гірняк з Носковських[18]
- маляр, мистецтвознавець, педагог, культурно-мистецький діяч Володимир Ласовський (1907—1975)[19]

### Проживали
- релігійний і громадський діяч отець Володислав Носковський[20]
- військовик, суддя, адвокат, громадський діяч доктор Зенон Носковський.
- живописець, сценографіст, член НСХУ Володимир Якубовський[21]
- композитор, співак, діяч культури — Ігор Якубовський[22]

### Поховані
- український громадський діяч Боцюрків Іларіон  (помер у селі)
- громадська діячка Ольга Носковська з Свистунів.[23]